# Coelatura aegyptiaca
Espèce
Statut de conservation UICN

 EX  : Éteint
Nodularia cariei (= Unio cariei) est une espèce de mollusque bivalve de la famille des Unionidae aujourd'hui présumée éteinte et autrefois endémique de l'île de La Réunion, dans l'océan Indien.
Ce bivalve était classé comme étant en danger en 1994. On le rencontrait alors dans les eaux douces de l'île. Connu et décrit à partir d'un seul specimen juvénile de la Plaine des Cafres : il peut s'agir d'une introduction ou d'une erreur de localité.

## Informations complémentaires
- Faune endémique de La Réunion.
- Liste des espèces animales disparues.